# Пантеон (Бургас)
Монументът Пантеон се намира в Морската градина на Бургас.
Пантеонът в Морската градина е един от емблематичните паметници на Бургас. Построен е през 1981 година като мемориал на загиналите антифашисти. Автор на паметника е скулпторът Валентин Старчев, а проектант на градоустройството – архитект Владимир Милков. Преди промените през 1989 г. в централната част гори „вечен огън“, а през светлата част на денонощието пред символичния вход на паметника има почетен караул от ученици, облечени във военноморски униформи и въоръжени с реплики на автомат АК-47. Площадът около монумента оформя подхода към експозиционната част на морската градина, където се провежда и изложението за цветя „Флора Бургас“.
Пантеонът е познат предимно като място за срещи и сборен пункт на повечето бургаски абитуриенти по време на майските балове.